# Accent (tryk)
 Denne artikel omhandler tryk og tone i sproget. For andre betydninger af Accent, se Accent.
 "Betoning" omdirigeres hertil. For andre betydninger af Betoning, se Betoning (flertydig).
Accent (udtalt: [ag'saŋ]) er tryk eller betoning en suprasegmental (lydoverskridende) egenskab ved stavelser, ord, ordgrupper og sætninger, hvorved de fremhæves eller adskilles enten ved en højere kraft ("dynamisk accent"), en stigende tone ("melodisk accent"), længere varighed ("temporal" eller "kvantitativ accent") eller en kombination af disse.
Eksempler på betydningsbærende ordaccent er f.eks. dansk ['bilisd] (billigst) over for [bi'lisd] (bilist) eller engelsk [kəm'paund] "blande" (vb.) ~ ['kɒmpaund] "blanding, sammensætning" (sb.).

## I enkelte sprog

### Nordisk
Dansk har en dynamisk ordaccent. I de fleste indfødte ord er accenten på den første stavelse (dog aldrig de oprindeligt tyske forstavelser ge-, be-, for-). Sammensatte afledninger på -ig, -lig flytter ofte trykket over på andet led (selvstændig, ustandselig). Fremmedord følger normalt reglerne i de pågældende sprog.
Svensk og norsk har melodisk eller musikalsk accent. Der skelnes mellem "accent 1" eller "akut" (tidlig tonestigning) og "accent 2" eller "gravis" (sen tonestigning), f.eks. sv. ánd-en (and-en) ~ ànde-n (ånd-en, ånde-n). Rigsdansk har sandsynligvis også oprindeligt haft dette system, men "accent 1" er blevet erstattet af stød og "accent 2" af stødløshed. Dog har syddanske dialekter til dels bibeholdt den melodiske accent.

### Engelsk
Engelsk har en dynamisk ordaccent, der i indfødte ord falder på første stavelse (dog aldrig forstavelserne a-, be-, for-).
I de utallige franske og latinske låneord er trykket som regel trukket tilbage til tredjesidste stavelse (fraregnet det stumme e). Ofte, men ikke altid, er det sådan, at verber har tryk på sidste stavelse, mens substantiver og adjektiver har tilbagetrukket accent. Der er tryk på næstsidste stavelse (typisk med forlængelse af stavelsens vokal) i afledninger med -tion, -sion, -able, -ible, -ic. Afledninger på -ary har tryk på fjerdesidste stavelse (i britisk udtales suffikset [-ri], på amerikansk [-eri]).

### Fransk
Fransk har en dynamisk ordaccent, der falder på sidste stavelse, medmindre den ender på e eller es uden accenttegn (heller ikke på den stumme endelse -ent i 3. person pluralis).

### Latin
Ord og navne af både latinsk og græsk oprindelse følger normalt de latinske regler for tryk:
1. Der er tryk på næstsidste stavelse, hvis denne indeholder en lang vokal eller ender på en konsonant: Karthágo (by i Afrika), Kathaginiénsis (person fra K.)
2. Der er ellers tryk på den tredjesidste stavelse, f.eks. Itália (land).
3. Hvis dansk udelader den sidste stavelse, falder trykket, uanset hvad, på den forudgående (nu sidste) stavelse, f.eks. grammatík, Homér, Thukydíd i stedet for latin grammática, Homérus, Thucýdides eller græsk grammatiké, Hómeros, Thukydídes

Reglen er således meget enkel, men kompliceres af, at man ikke umiddelbart kan se, hvilke vokaler der er lange på latin (og græsk). Lange er altid de såkaldte diftonger (ae (æ), oe (ø), ai, ei, oi, au, eu), men ellers er man simpelthen nødt til at vide det eller slå det efter: Det hedder således vagína (skede) og regína (dronning) med tryk på næstsidste stavelse, men fémina (kvinde) med tryk på tredjesidste stavelse. Det hedder Tácitus (romersk historiker), men tinnítus (ringen for ørene). Det gælder dog som en hovedregel, at en vokal er kort foran en anden vokal. I indfødte latinske (ikke græske!) ord gælder det også som en (ikke undtagelsesløs) tommelfingerregel, at a, e, o, u er lang i åbne stavelser. Det korte o, u findes næsten kun foran l (f.eks. aurícula (lille øre), Calígula (romersk kejser)), det korte e næsten kun foran r (Cícero (romersk politiker)). Problemet kan altså stort ses begrænses til vokalen i. Endelser som -ivus (-iva, -ivum), -ido har som regel lang vokal, mens -itus (-ita, -itum), -idus, -itor i de fleste tilfælde har et kort i (undtagelser er f.eks. tinnítus og mellítus, hvor de fleste danske læger nok alligevel siger tínnitus og méllitus).

## Betegnelse i skrift
I de fleste europæiske sprog bliver accenten ikke noteret konsekvent med et særligt tegn. En undtagelse er nygræsk, der betegner den dynamiske accent med en accent aigu.
Nogle sprog har en ad hoc-accent, der kan sættes på trykstærke bogstaver for at forebygge misforståelser. Dansk har eksempelvis en valgfri accent aigu på et trykstærkt e i visse fremmedord (idé, allé eller ide, alle, men uden i ideen og alleen).
I lydskrift betegnes en dynamisk accent normalt med ' foran den trykstærke stavelse (evt. sænket, hvis der er tale om bitryk).